# Sebastian Barbu-Bucur
Sebastian-Barbu Bucur (n. 6 februarie 1930 – d. 1 aprilie 2015) a fost un teolog, muzicolog și compozitor român.

## Biografie
A fost membru în Uniunea Compozitorilor și Muzicologilor din România (UCMR) din anul 1969. 
Doctor în Muzică (specialitatea muzicologie bizantinologie), profesor universitar și îndrumător de doctorat.
A fost dirijorul Formației de Muzică Bizantină „Psalmodia” a Universității Naționale de Muzică. 
Are peste 40 de ani de activitate muzicologică și de creație în spațiul muzicii de tradiție bizantină, cuprinzând cărți, ediții critice, lucrări didactice, studii și articole, recenzii. 
Activitatea de creație muzicală cuprinde slujbe religioase închinate Sfinților Români pomeniți de Biserica Ortodoxă Română, monodii bizantine (polielee, doxologii, antifoane, heruvice, axioane) etc. 
A înregistrat la Electrecord, ca dirijor al Formației de Muzică Bizantină a Universității Naționale de Muzică din București, două LP-uri, 21 de casete audio și 17 CD-uri (27 ore de muzică conținând monodiile psaltice ale profesorilor, protopsalților și compozitorilor români).
A fost distins cu: Premiul Uniunii Compozitorilor și Muzicologilor din România (în 1981, 1986, 1989, 1992, 2000 și 2007), Premiul Academiei Române (1983) etc.
A fost Doctor Honoris Causa al Facultății de Teologie din Craiova (2001) și al Academiei de Muzică „Gh. Dima” din Cluj-Napoca (2005). 

## Distincții
În anii 1998 și 2008 i-a fost acordată „Crucea Patriarhală”. 